# دیائو یینان
دیائو یینان (انگلیسی: Diao Yinan؛ زادهٔ ۳۰ نوامبر ۱۹۶۹) یک فیلم‌نامه‌نویس، و کارگردان اهل جمهوری خلق چین است. فیلم او زغال‌سنگ سیاه، یخ نازک برنده خرس طلایی از جشنواره فیلم برلین شده است.